# Euchaetes albicosta
Euchaetes albicosta är en fjärilsart som beskrevs av Walker 1855. Euchaetes albicosta ingår i släktet Euchaetes och familjen björnspinnare. Inga underarter finns listade i Catalogue of Life.